# NGC 1085
NGC 1085 je galaksija u zviježđu Kit.

## Vanjske poveznice
- SEDS: NGC 1085